# Cephalotes ustus
Cephalotes ustus är en myrart som först beskrevs av Kempf 1973.  Cephalotes ustus ingår i släktet Cephalotes och familjen myror. Inga underarter finns listade.